# Street Sounds Hip Hop Electro 15
Street Sounds Hip Hop Electro 15 er det 15. opsamlingsalbum i en serie og blev udgivet i 1986 af StreetSounds. Albummet udkom som LP-plade og kassettebånd og består af otte electro og old school hip hop numre mixet af Herbie Laidley. Albummet udkom med en bonus 7 tommers singleplade, som har "The Man Marley Marl" med Marley Marl på A-siden, og "Stronger Than Strong (Remix)" med Faze One på B-siden. Spor fire på side et blev udgivet som "South Bronx" med Boogie Down Productions det følgende år.

## Sporliste
| 1. | "Broadway"    | Duke Bootee                                       | -:-- |
| 2. | "Awesome"     | Skinny Boys                                       | -:-- |
| 3. | "The Bronx"   | Kurtis Blow                                       | -:-- |
| 4. | "South Bronx" | DJ Scott La Rock, Blastmaster K.R.S. One & D-Nice | -:-- |

| 1. | "Cold Gettin' Dumb"                     | Just-Ice     | -:-- |
| 2. | "Layin' Down A Beat (Censored Version)" | Faze One     | -:-- |
| 3. | "Greedy Girls (Extended Version)"       | The Move     | -:-- |
| 4. | "Bongo Beat"                            | Captain Rock | -:-- |